# My Pure Land
My Pure Land é um filme de drama britânico de 2017 dirigido e escrito por Sarmad Masud. Foi selecionado como representante de seu país ao Oscar de melhor filme estrangeiro em 2018.

## Elenco
- Suhaee Abro
- Salman Ahmed Khan
- Razia Malik
- Tayyab Ifzal
- Eman Fatima